# Calycella
Calycella (Sacc.) Sacc. – rodzaj grzybów z typu workowców (Ascomycota).

## Systematyka i nazewnictwo
Pozycja w klasyfikacji według Index Fungorum: Helotiaceae, Helotiales, Leotiomycetidae, Leotiomycetes, Pezizomycotina, Ascomycota, Fungi.
Synonimy: Helotium subgen. Calycella Sacc.
Gatunki występujące w Polsce:
- Calycella lenticularis (Bull.) Boud. 1907
- Calycella subconfluens (Bres.) Boud. 1907
- Calycella uliginosa (Fr.) Boud. 1907

Nazwy naukowe na podstawie Index Fungorum. Wykaz gatunków polskich według M.A. Chmiel.